# 定宁镇
定宁镇，是中华人民共和国甘肃省武威市古浪县下辖的一个乡镇级行政单位。

## 行政区划
定宁镇下辖以下地区：
定宁村、晨光村、双庙村、肖营村、曙光村、高家湾村、长流村、晓光村、丰光村和星光村。